# Psychologie sociale
Pour un article plus général, voir Psychologie.
La psychologie sociale est la branche de la psychologie qui étudie de façon empirique comment « les pensées, les émotions et les comportements des individus sont influencés par la présence réelle, imaginaire ou implicite d'autres personnes ». Dans cette définition, proposée initialement en 1954 par Gordon Allport, les termes « présence imaginaire ou implicite » indiquent que l'influence sociale indirecte est possible, même en l'absence physique d'autres individus, par l’intermédiaire de normes sociales perçues ou intériorisées. La psychologie sociale procède selon la méthode scientifique et s'appuie sur des mesures quantitatives (par exemple : mesures du comportement observé en laboratoire lorsque des individus sont placés dans des situations expérimentales, mesures par questionnaires, mesures physiologiques, imagerie cérébrale), ou qualitatives (par exemple : observations de terrain dans des situations naturelles, entretiens semi-directifs, focus groups).
Les psychologues sociaux étudient les processus mentaux impliqués dans les comportements humains liés aux interactions sociales. Ces recherches concernent un grand nombre de situations et de variables (indépendantes et dépendantes) dont les liens sont souvent représentés sous forme de modèle théorique.
La psychologie sociale est parfois considérée comme un domaine interdisciplinaire situé à l'intersection de la psychologie et la sociologie. Edward Jones conclut toutefois à la catégorisation de la psychologie sociale comme une sous discipline de la psychologie en comparant le volume de production scientifique dans le domaine attribué à des psychologues à celui attribué à des sociologues. En France et en Belgique, les diplômes de master et de doctorat en psychologie sociale sont délivrés dans le cadre d'un cursus en psychologie. Néanmoins, les contributions à la psychologie sociale des chercheurs en sociologie sont importantes et ont parfois conduit à distinguer la psychologie sociale « sociologique » de la psychologie sociale « psychologique ». L'approche sociologique met davantage l'accent sur les variables macroscopiques (telles que la structure sociale) alors que l'approche psychologique se focalise plutôt sur les variables individuelles (telles que les dispositions internes). Les deux approches sont complémentaires et s'enrichissent mutuellement. D'autres proximités disciplinaires existent, notamment avec l'économie comportementale dans le domaine de la prise de décision ou encore avec les sciences cognitives dans le domaine de la cognition sociale.
La psychologie sociale s'est historiquement développée avec des orientations différentes aux États-Unis et en Europe. De façon générale, les chercheurs américains se sont davantage penchés sur les phénomènes ayant trait à l'individu, alors que les Européens ont accordé plus d'attention aux phénomènes de groupe (tels que la dynamique de groupe ou la psychologie des foules). La production scientifique en psychologie sociale est très majoritairement américaine, notamment en raison d'un développement plus précoce dans ce pays. La plupart des revues scientifiques de référence et des théories ayant eu une influence majeure dans le domaine sont américaines.
Elle se trouve à la base d'un grand nombre d'applications (psychologie sociale appliquée, psychosociologie), de techniques et de pratiques professionnelles : gestion de groupes et d'équipes, sondages, groupes de formation et de créativité, brainstorming, publicité.

## Histoire

### Origines: précurseurs et pionniers

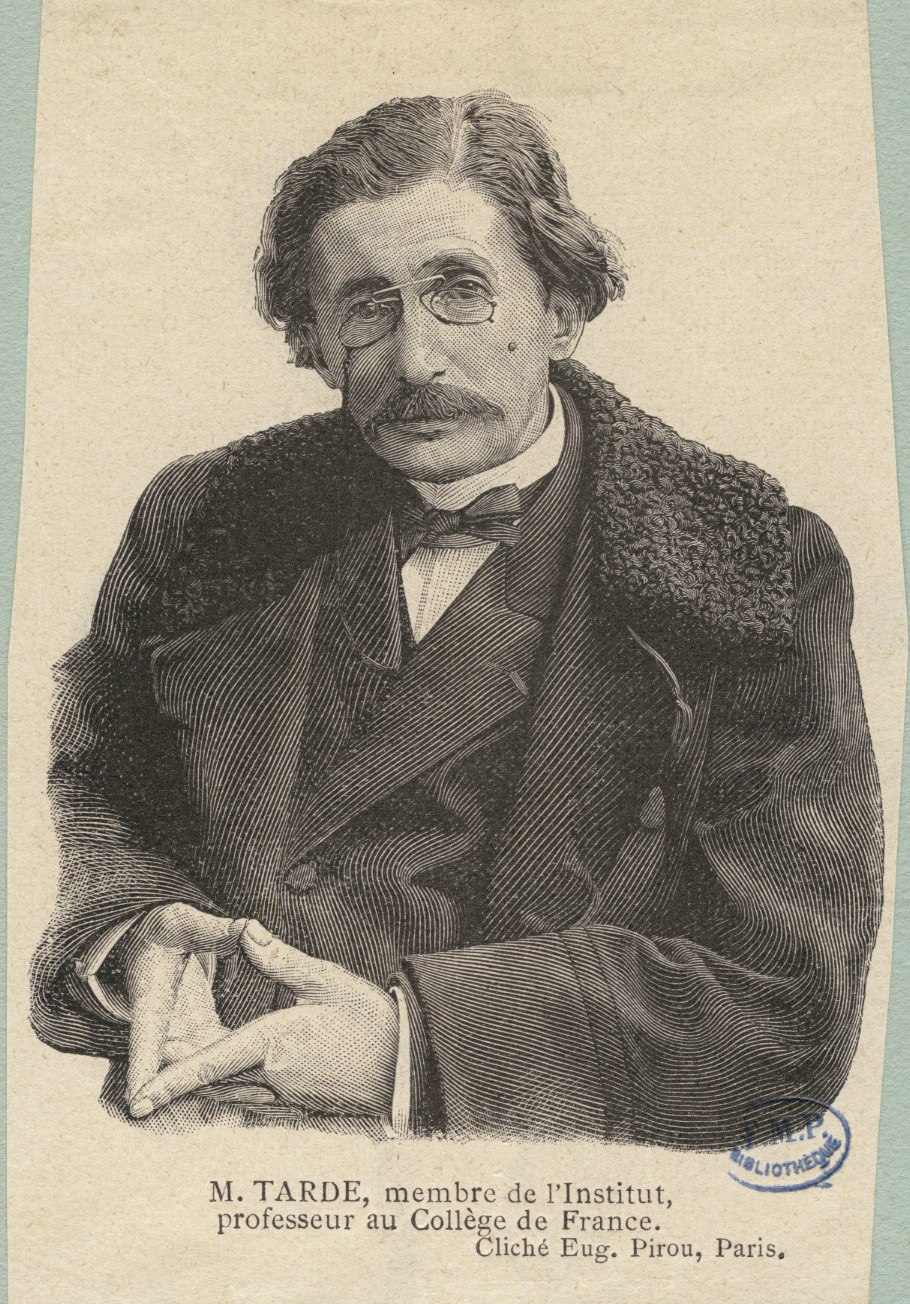
Gabriel Tarde

L'origine exacte de la discipline est incertaine mais on peut la situer entre la fin du XIXe siècle et le début du XXe siècle. Les chercheurs européens citent volontiers les sociologues et psychologues sociaux français Gustave Le Bon qui publie Psychologie des foules en 1895 et Gabriel Tarde qui publie en 1898 un ouvrage intitulé Études de psychologie sociale ou encore les italiens Paolo Orano avec son ouvrage intitulé Psicologia sociale en 1902 et Carlo Cattaneo en 1864 avec son essai Dell’antitesi corne metodo di psicologia sociale,. Les chercheurs américains préfèrent généralement citer l'étude réalisée par le psychologue américain Norman Triplett en 1897 portant sur le phénomène de facilitation sociale, ou encore les publications simultanées en 1908 de deux ouvrages en langue anglaise sur le sujet par le sociologue américain Edward Alsworth Ross et le psychologue britannique William McDougall.
Parmi les précurseurs français de la psychologie sociale Gabriel Tarde marque la discipline par le développement de ses idées sur l'imitation et ses conséquences sur l'influence. En 1900 se tient à Paris le IVe Congrès international de psychologie sous la présidence de Théodule Ribot. Lors du discours d'ouverture de Ribot, la psychologie sociale est évoquée pour la première fois dans une instance scientifique internationale.

### Première moitié duXXesiècle: avènement du behaviourisme

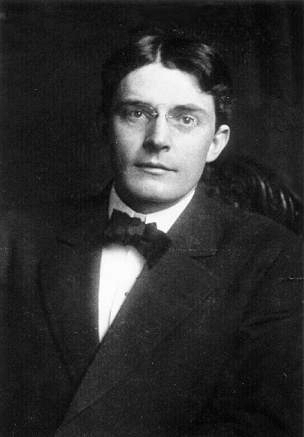
John B. Watson

Inspiré par les travaux de Ivan Pavlov sur le conditionnement et rejetant le concept de conscience ainsi que la méthode de l'introspection, le psychologue américain John Broadus Watson publie un article en 1913 marquant le début du courant behavioriste. Watson part du principe que seuls l'environnement et les comportements sont observables. Les processus mentaux sont inaccessibles de manière fiable et directe, ils se déroulent dans une « boite noire » imperméable à l'observation. Il faut donc concentrer les efforts de recherche sur ce qui est observable. Ainsi, l'objectif de la science du comportement est pour Watson d'étudier les relations entre les stimuli (S) de l'environnement et les comportements réponses (R) qu'ils provoquent. Dans cette approche, il cherche à établir un « modèle unifié de la réaction animale » et ne distingue pas les comportements humains de ceux des autres animaux.
Les travaux initiés par Watson sont poursuivis par Burrhus Frederic Skinner dans les années 1930 qui développe une méthode expérimentale basée sur l'utilisation d'un instrument de son invention : la boite de Skinner. Placés dans cette boite, les animaux (rats ou pigeons) disposent de leviers dont l'action va déclencher une conséquence agréable (renforcement positif ou négatif) ou désagréable (punition positive ou négative) déterminée par le chercheur. Ils vont ainsi apprendre par essai-erreur un comportement cible. Ce processus d'apprentissage est nommé conditionnement opérant.
Vers la fin des années 1930, de nombreux psychologues de la Gestalt, notamment Kurt Lewin, fuient l'Allemagne nazie vers les États-Unis. Ils jouent un rôle majeur dans le développement de la discipline en initiant la séparation avec les courants behavioristes et psychanalytiques qui étaient dominants à cette époque. L'étude des attitudes et des phénomènes de groupe commence à prendre son essor.
Au cours de la Seconde Guerre mondiale, les psychologues sociaux étudient les effets de la persuasion et de la propagande au profit de l'armée américaine.

### Après la seconde guerre mondiale: émergence du courant de la cognition sociale
Après la guerre, les chercheurs s'intéressent à une variété de problèmes sociaux, y compris les questions de sexe et des préjugés raciaux.
Les expériences de Stanley Milgram sur la soumission à l'autorité ont compté parmi les plus remarquables, révélatrices, et controversées des études menées dans les années 1960. En effet, au moment du procès Eichmann à Jérusalem, Milgram cherche à comprendre comment autant d'individus ordinaires ont pu se transformer en tortionnaires et commettre les atrocités des camps nazis. Dans sa première étude il montre que 26 des 40 individus ordinaires recrutés pour l'expérience acceptent d'infliger des chocs électriques potentiellement mortels (en réalité fictifs) à un inconnu sous la pression de l'autorité incarnée par le scientifique.
Dans les années 1960, il y a eu un intérêt croissant pour de nouveaux sujets, comme la dissonance cognitive, l'effet du témoin (Bystander effect), et l'agression.
Dans les années 1970, la psychologie sociale a vécu une crise en Amérique. Il y avait un vif débat sur l'éthique de l'expérimentation en laboratoire : « est-ce que les attitudes prédisent les comportements », et « à quel point est-il possible de faire des recherches dans un contexte culturel ». Ce fut aussi le moment où l'approche situationniste radicale contestait la pertinence du soi et de la personnalité en psychologie.
La psychologie sociale atteindra un niveau plus mature dans les théories et les méthodes dans les années 1980 et 1990. Des normes éthiques prudentes seront établies pour désormais réglementer la recherche. Les perspectives pluraliste et multiculturelle ont commencé à émerger. à partir de la fin du XXe siècle, les chercheurs s'intéressent à de nombreux phénomènes tels que les processus d'attribution causale, la cognition sociale, ou encore le concept de soi. Les psychologues sociaux ont également maintenu leurs intérêts appliqués aux contributions en matière de santé, de psychologie environnementale et juridique.
Considérant que le comportement de l'individu social n'est pas uniquement le fait d'influences extérieures mais également dû à divers processus mentaux (donc internes), plusieurs chercheurs tels que Kurt Lewin (théorie des champs), Solomon Asch (formation des impressions) et Fritz Heider (attribution causale) s'inspirent de la théorie de la Gestalt pour développer le courant cognitiviste de la psychologie sociale. On en vient à penser l'individu et la société comme étant une globalité interdépendante et la perception d'autrui est au centre de la relation sociale. La cognition sociale devient prédominante dans le paysage de la psychologie sociale dans les années 1980. Les études se portent sur les processus cognitifs de la perception, du traitement de l'information, de son stockage et de sa récupération. On observe de même les facteurs influençant ces processus et on passe de l'observation des comportements à l'étude des processus cognitifs à l'origine des comportements.
La cognition sociale peut se définir à partir de ses principes de base, constitués de :
- deux axiomes fondamentaux :
  - Chaque individu a une vision, une conception personnelle de la réalité dont il fait partie. Cette conception est construite à partir des processus cognitifs et sociaux.
  - L'étendue de l'influence sociale : un individu, ses émotions, ses pensées et son comportement sont grandement influencés par l’environnement, même en l'absence physique d'autres individus.

- de trois principes motivationnels :
  - Le besoin de maîtrise. Les gens ont tendance à essayer de prédire ou comprendre les évènements qui se produisent dans l'environnement extérieur et la société afin d'obtenir une récompense telle que la survie, la sécurité ou encore l'estime qu'ils ont d'eux-mêmes.
  - Le besoin de contact. Les gens accordent de l'importance aux contacts sociaux tels l'amour et le soutien en provenance des individus et des groupes qui leur sont proches.
  - La valorisation du « moi » et du « mien ». Les gens ont tendance à se comparer aux autres avec un biais positif et valorisent ce qu'ils aiment et possèdent.

- et de trois principes de fonctionnement des processus cognitifs et sociaux :
  - Le conservatisme. Chez l'être humain, les processus cognitifs et sociaux, les idées, les impressions ont tendance à persister et sont lents à se modifier. Le conservatisme est cette tendance-là.
  - L'accessibilité. L'information la plus accessible, celle qui est la plus facile à se procurer est généralement celle qui a le plus d'impact sur notre cognition, notre comportement et nos émotions.
  - La superficialité et la profondeur. L'humain a généralement tendance à traiter l'information perçue avec superficialité bien que parfois certaines sources de motivation l'entraînent à aller plus en profondeur.

## Méthodes de recherche
La recherche en psychologie sociale utilise différentes méthodes. On distingue généralement les méthodes expérimentales, plus souvent utilisées en laboratoire, des méthodes utilisées en milieu naturel, c'est-à-dire hors du laboratoire. La psychologie sociale a recours aux méthodes d'analyse de données statistiques classiques mais aussi à certaines méthodes plus spécifiques telles que l'analyse factorielle par exemple. La méthode expérimentale est une méthode hypothético-déductive qui se caractérise principalement par la manipulation d'une ou plusieurs variables indépendantes dont l'effet sur une ou plusieurs variables dépendantes est mesuré par différents outils ou techniques. Le plus souvent, les études sont menées sur des groupes d'individus pour surmonter le problème de la variance individuelle et les moyennes des scores de chaque groupe sont comparées en utilisant la méthode de l'analyse de variance. Il est généralement admis que ce type de test paramétrique nécessite des groupes de 30 individus minimum, ce qui correspond à la définition d'un « grand échantillon » au niveau statistique,. La distribution des participants dans les groupes se fait de manière aléatoire ou randomisée. Pour les groupes de taille inférieure à 30, les tests non-paramétriques sont privilégiés. Les expérimentations sont organisées selon un plan d'expérience complet ou incomplet. En général, les chercheurs utilisent un groupe de contrôle (ou groupe témoin) et un ou plusieurs groupes expérimentaux afin de tester leurs hypothèses concernant l'effet de la variable indépendante sur la variable dépendante permettant éventuellement d'établir un lien de causalité. Dans le cas d'études longitudinales des mesures répétées, avant et après l'intervention, sont réalisées dans les différents groupes.
Dans certaines situations, comme dans les études sur les effets des catastrophes naturelles, il se peut qu'il soit impossible de travailler avec un groupe témoin. On peut alors effectuer une étude sur un groupe témoin équivalent. On parle alors de méthode quasi expérimentale.
À un stade plus primitif de recherche, on peut ne pas rechercher la causalité entre deux variables mais simplement la corrélation. On fait alors appel à la méthode corrélationnelle. Dans ce cas-ci, aucune variable n'est manipulée par l'expérimentateur. Il s'agit d'une méthode descriptive et non expérimentale.
Dans les cas où, par exemple, pour des raisons d'éthique, il n'est pas possible de recréer certaines conditions en laboratoire ou d'effectuer des expériences sur certains groupes de personnes, on peut faire appel à d'autres types de méthodes non expérimentales comme les enquêtes, les entrevues, les simulations ou les jeux de rôles.
Des méthodes dites secondaires ou historiques comme l'étude de cas, l'analyse de contenu, l'analyse archivistique ou la méta-analyse (synthèse de plusieurs études) sont également utilisées dans la recherche en psychologie sociale.

## Phénomènes internes

### Attitudes et persuasion
Une attitude est la « tendance psychologique qui s'exprime par l'évaluation plus ou moins favorable d'une entité particulière ». Autrement dit, il s'agit du degré d'appréciation d'un « objet » d'évaluation, d'une cible qui peut être un concept abstrait, un objet concret ou un autre individu ou groupe d'individus. Il ne s'agit ni d'une croyance, ni d'une connaissance mais plutôt d'une opinion subjective envers quelqu'un ou quelque chose, d'un « goût », d'une préférence, qui se traduit par une évaluation (exemple : « j'aime/je n'aime pas X »). L'étude des attitudes, de leur formation, de leur modification et de leur influence sur le comportement est centrale en psychologie sociale. Certains pionniers définissaient même la psychologie sociale comme l'étude scientifique des attitudes.
Les attitudes sont variables selon les individus même si certaines possèdent une bonne consistance inter-juges (exemple : attitude envers les serpents). Elles sont caractérisées par une valence (positive/négative) et une extrémité (un peu/beaucoup) sur le continuum évaluatif. Les attitudes peuvent être stockées en mémoire ou formées spontanément en présence d'un objet nouveau (voir par exemple l'effet de simple exposition). Elles peuvent donc être instables, voire ambivalentes dans le cas d'un objet d'évaluation complexe suscitant à la fois des évaluations positives par certains côtés et négatives par d'autres. Elles possèdent deux propriétés notables : l'accessibilité (force du lien entre l'objet et évaluation) et la centralité (importance pour l'individu). Les attitudes les plus accessibles sont plus facilement récupérables en mémoire et permettent une évaluation plus rapide d'un objet. Les quatre fonctions principales des attitudes sont :
- la fonction de connaissance : facilitation du traitement de l'information.
- la fonction instrumentale : généralement les attitudes sont positives envers ce qui est utile et négatives envers ce qui peut nuire.
- la fonction de défense du soi : maintien ou développement de l'estime de soi.
- la fonction expressive : positionnement par rapport aux autres individus[34].

Comme tous les construits psychologiques, l'attitude est une variable latente qui ne peut être observée directement. La mesure des attitudes passe donc nécessairement par l'enregistrement de leur expression, qu'elle soit verbale ou non. Elle peut se faire de manière directe (en interrogeant les individus, notamment par le biais de questionnaires plus ou moins élaborés) ou indirecte (voir par exemple le test d'association implicite, la mesure par temps de réaction ou encore les mesures physiologiques). La validité et la fiabilité des différentes méthodes de mesure des attitudes ont fait l'objet de nombreux débats (notamment par rapport au phénomène de désirabilité sociale) et études de psychométrie.

La Théorie du Comportement Planifié

Dès les origines de la discipline, il était considéré comme évident que les comportements individuels étaient guidés par les attitudes. Pourtant un nombre grandissant d'études ont montré une inconsistance entre les attitudes et les comportements, à tel point qu'à la fin des années 1960 il a été proposé par certains chercheurs d'abandonner l'idée que les attitudes étaient de bons antécédents des comportements. De nombreux travaux ont par la suite cherché à comprendre pourquoi l'attitude n'était pas toujours un bon « prédicteur » du comportement. Les chercheurs ont notamment introduit le concept d'intention comme intermédiaire entre l'attitude et le comportement (voir aussi implémentation d'intention). De plus, ils ont identifié des facteurs modérateurs susceptibles d'altérer le lien attitude-comportement. Le premier de ces facteurs est la norme subjective, c'est-à-dire le comportement et les attentes d'autrui, qui exerce une pression sociale pouvant être contraire à l'attitude d'un individu (voir théorie de l'action raisonnée). Le second facteur, identifié quelques années plus tard, est le contrôle comportemental perçu, ou l'auto-efficacité perçue, qui peut amener les individus à renoncer à certains comportements qu'ils estiment ne pas pouvoir contrôler suffisamment. Avec l'ajout de ce second facteur dans le modèle, la théorie de l'action raisonnée devient la théorie du comportement planifié.
Les études sur le changement d'attitude ont amené les chercheurs à s'interroger sur les processus de persuasion. La persuasion est « le processus par lequel les attitudes d'une personne sont, sans contrainte, influencées par les communications d'autres personnes ». La persuasion suppose donc que l'attitude initiale de la cible est différente de celle proposée par le message, ou bien qu'elle n'a pas encore été formée. L'étude de la persuasion s'inscrit donc aussi dans le domaine de la communication avec la quintuple question de Laswell : Qui dit quoi, à qui, comment, et avec quels effets ?
Les travaux sur la communication persuasive se sont focalisés sur deux principales composantes : les caractéristiques de la source (exemples : crédibilité, attractivité, similarité, quantité) et les caractéristiques du message (exemples : effets d'ordre - primauté et récence, qualité et quantité des arguments, messages bilatéraux, apport de preuves, utilisation d'anecdotes ou de statistiques, utilisation de questions rhétoriques, puissance du discours, difficulté du message, vividité, cadrage, répétition, appel à la peur, humour, messages subliminaux).
Certaines situations ou stratégies favorisent la résistance à la persuasion, c'est-à-dire l'absence de changement d'attitude. Tout d'abord il existe des stratégies naturelles, Jacks et Cameron en ont identifié sept : la contre-argumentation, le renforcement attitudinal, la validation sociale, la décrédibilisation de la source, l'utilisation d'affects négatifs, l'exposition sélective et la confiance dans ses affirmations. De plus, certains phénomènes permettent d'augmenter la résistance à la persuasion :
- La théorie de l'inoculation[60] postule qu'un individu peut se préparer à résister à des arguments persuasifs en anticipant les contre-arguments.
- La suppression de l'illusion d'invulnérabilité[61].
- L'engagement dans un comportement, c'est-à-dire d'avoir fait un premier pas dans une direction[62].
- La réactance : les individus se sentent généralement libres de penser, de croire et d'agir comme ils le veulent et quand cette liberté de penser est menacée, ils éprouvent une tension et une motivation à préserver cette liberté. C'est ce que Sharon Brehm appelle la réactance[63].
- L'appartenance à un groupe[64].
- la certitude de l'attitude[65].

### Motivations
Pour les psychologues sociaux, la question de la motivation est liée à celle de la poursuite de buts. La motivation peut donc être définie comme la volonté d'atteindre un objectif particulier. Ce désir, plus ou moins intense, peut se manifester de manière cognitive, affective et/ou comportementale. La motivation suppose, d'une part, une évaluation des chances de succès dans la réalisation de l'objectif poursuivi (voir auto-efficacité), c'est-à-dire le « pouvoir » et d'autre part, une évaluation de l'intensité du désir d'atteindre cet objectif, c'est-à-dire le « vouloir ». Les premiers travaux de la période behaviouriste, ayant porté sur l'étude du désir se sont focalisés sur la question des récompenses et des besoins. La satisfaction des besoins est considérée comme une récompense jugée attractive, pour diverses raisons, par les individus. Avec l'avènement de la cognition sociale, les buts sont davantage considérés comme des processus internes et subjectifs. Cette approche a ouvert de nouvelles perspectives de recherche sur les buts conscients, telles que la manière dont les individus se fixent des buts à eux-mêmes ou la question des stratégies mises en place pour les atteindre, mais aussi sur les buts non-conscients, telles que le fonctionnement des structures motivationnelles automatiques.
La poursuite de buts fixés consciemment implique un certain degré de planification et de persévérance. Les travaux sur les buts conscients distinguent donc généralement deux étapes : la détermination des buts et la poursuite des buts. Les buts que les individus poursuivent sont parfois fixés par d'autres personnes (exemples : parents, enseignants, employeurs, etc.). Les individus peuvent s'approprier ces buts s'ils jugent la source fiable et légitime. Quand ils se fixent eux-mêmes des buts, il s'agit normalement de buts désirables, c'est-à-dire avec une valence positive. Les buts conscients peuvent être structurés en termes d'approche (obtenir quelque chose) ou d'évitement (échapper à quelque chose). Bandura a proposé un modèle en quatre étapes successives du processus motivationnel conscient : une phase d’intentionnalité incluant des stratégies d'action, une phase d'anticipation impliquant une approche prospective, une phase d'auto-régulation impliquant un contrôle de la bonne réalisation du plan d'action, et une phase d'auto-évaluation impliquant éventuellement une révision de la stratégie initiale.
Les buts poursuivis par les individus ne le sont toutefois pas toujours de manière consciente. Par exemple, la protection du soi impliquant notamment la survie de l'individu ou le maintien d'une bonne estime de soi, est généralement un but poursuivi de manière non consciente, automatique, Bargh parle de « but égoïste ». Les recherches sur la poursuite de buts non conscients s'appuient notamment sur des techniques d'amorçage, parfois subliminal.
De nombreuses recherches se sont penchées sur les différentes composantes des buts conscients ou non conscients (émergence, contenu, structure, planification, stratégies, auto-régulation, maintien, persévérance) et les facteurs externes ayant potentiellement une influence sur le processus motivationnel (par exemple : l'état affectif, l'apparition d'un désir concurrent ou encore la position sociale).

### Affects
Les affects peuvent être définis comme des états psychologiques correspondant à l'expérience d'un sentiment, d'une humeur ou d'une émotion. Il n'y a toutefois pas de consensus au sein de la communauté des chercheurs en psychologie pour définir les affects.

Un exemple de taxonomie des émotions : la roue de Robert Plutchik.

Parmi les différentes catégorisations des affects proposées la distinction la plus fréquente est celle des émotions et des humeurs. Ces deux types d’affects se différencient à la fois par leur intensité (les émotions sont plus intenses que les humeurs) et par leur direction (les émotions sont liées à un objet particulier contrairement aux humeurs). On peut ajouter aussi une distinction sur l’expression physique de ces affects, les émotions pouvant être caractérisées par des mimiques faciales (notamment la joie, la surprise, la colère, la peur, la tristesse et le dégoût) ou par des réactions physiologiques, contrairement aux humeurs. La haine, la honte, la jalousie, l’envie, l’amour, la terreur ou encore la culpabilité seront donc plutôt catégorisées comme des émotions, alors que la confiance, la nostalgie, l’indifférence, la fatigue, l’optimisme, l’état pensif, relaxé, grognon ou encore tendu seront plutôt catégorisés comme des humeurs. Émotions et humeurs sont aussi caractérisées par leur valence, c'est-à-dire leur dimension positive ou négative (plaisante ou déplaisante). Les deux polarités (positive et négative) de l’affect interviennent la plupart du temps de manière indépendante, notamment lors des épisodes émotionnels intenses. Enfin, les émotions et les humeurs se distinguent par leur fréquence et leur durée (les émotions étant en général plus courtes et moins fréquentes). Plusieurs taxonomies des émotions ont été proposées. Elles sont généralement issues de la psychologie évolutionniste, s'inspirent des premiers travaux de Charles Darwin et distinguent les émotions de base des émotions secondaires qui sont perçues comme des combinaisons de plusieurs émotions de base. Les émotions de base les plus souvent citées sont la joie, la tristesse, la colère, le dégoût et la peur, auxquelles s'ajoute parfois la surprise. Les émotions de base sont généralement associées à des expressions faciales qui sont transculturelles et se retrouvent même chez certains animaux.

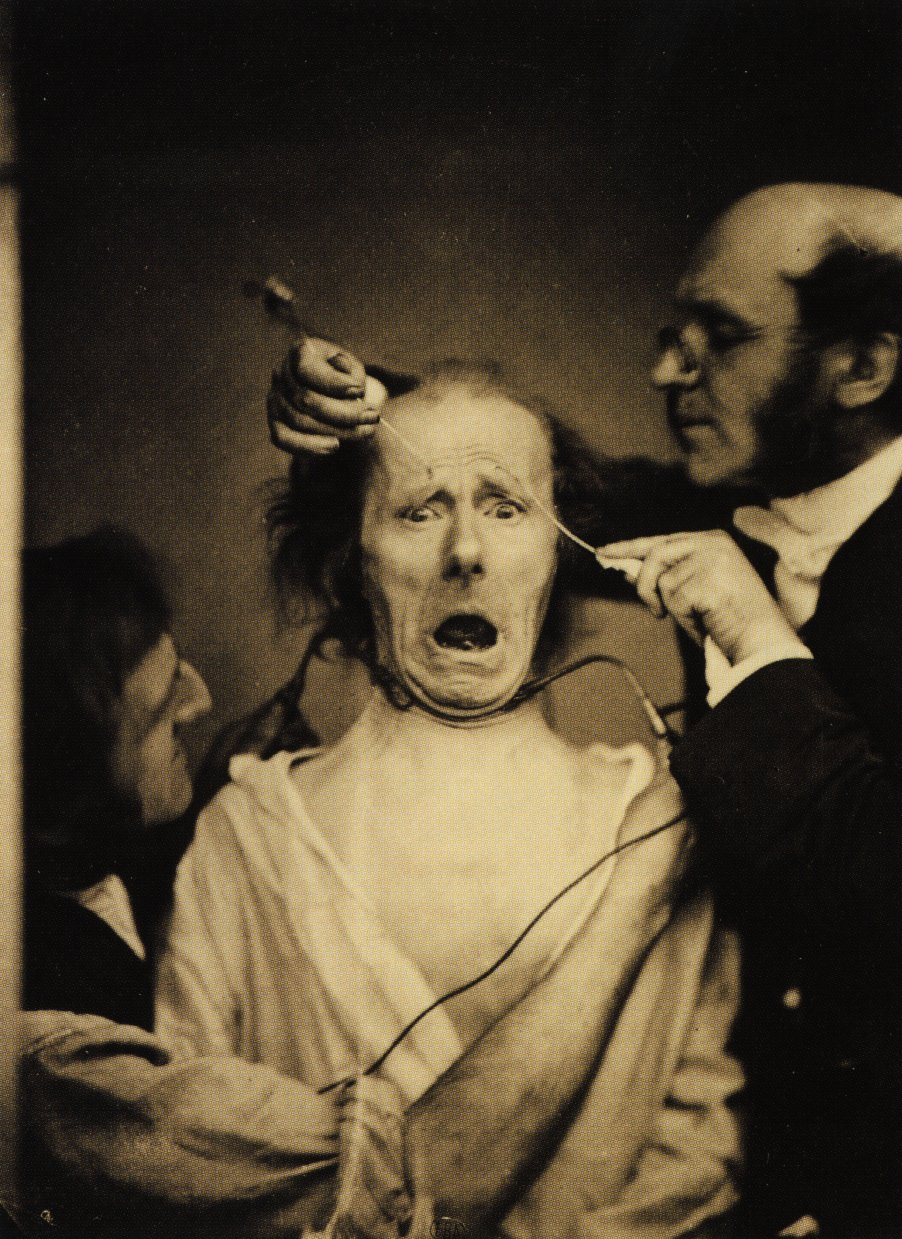
Expression faciale de frayeur par stimulation électrique (indolore) par Duchenne.

De nombreux travaux ont porté sur l'étude de l'expression faciale des émotions mais on peut distinguer deux approches principales :
- L'approche de composante : à l'origine il y a les travaux de Duchenne[85], médecin physiologiste qui étudiait les expressions du visage obtenues par contraction électrique de certains muscles. Cette approche s'est poursuivie avec l'étude des contractions musculaires à l'aide de l'électromyographie (EMG) et la classification des émotions en fonction de ces contractions, y compris celles non visibles à l’œil nu. L'EMG permet par exemple de distinguer un vrai sourire (dit « sourire de Duchenne ») d'un sourire simulé. En effet, à partir de cette méthode, Ekman a proposé en 1971 une classification « objective » nommée FAST (pour Facial Affect Scoring Technique)[86] puis une autre en 1978, plus simple et correspondant mieux à des émotions identifiables et observables à l’œil nu dénommée FACS (Facial Action Coding System)[87]. Cette classification est utilisée en recherche sur les émotions sous la forme d'un système de codage vidéo en temps réel qui affiche et enregistre le score émotionnel sur chaque composante de base (Face Reader).
- L'approche de jugement : introduite par Darwin en 1872[84], cette approche considère les expressions faciales comme innées et universelles. Elle ne considère que les expressions reconnaissables par une majorité d'observateurs à partir d'une photo. Cette approche est contestée par certains chercheurs qui ont identifié des spécificités culturelles. Au début des années 1970, plusieurs recherches interculturelles ont montré un taux d'accord inter-juges issus des 5 continents, supérieur au hasard dans l'identification des expressions faciales[88]. Néanmoins, le débat n'est pas clos et les travaux menés laissent penser que les deux sources d'influence (nature et culture) agiraient de concert dans la genèse des expressions faciales[78].

Au delà des mesures basées sur les expressions faciales, des mesures d'émotions auto rapportées ont été développées : la technique des carnets de bord et une mesure par questionnaire, l'échelle PANAS. Pour les besoins de leurs études, les chercheurs ont parfois besoin de manipuler les émotions, ils utilisent alors plusieurs techniques : le rappel autobiographique (on demande au participants de se replacer mentalement dans une situation qu'ils ont vécu et de ressentir l'émotion associée à cet évènement), projection d'extraits de films (ex: tristesse : Kramer contre Kramer, colère : Le choix de Sophie, joie : Le magnifique, etc.), de musique (ex : Mozart : allegro pour la joie et adaggio pour la tristesse) ou encore de photos (IAPS : International Affective Picture System).
Certains chercheurs se sont penchés sur les fonctions des émotions et ont identifié quatre niveaux de fonctions : l'individu, la dyade, le groupe et la culture. Par exemple, au niveau individuel le dégoût est une émotion utile pour éviter les maladies. Pour la dyade parent/enfant elles permettent l'apprentissage par contagion affective (ex: l'évitement des prises électriques chez les enfants est appris par contagion de la panique exprimée par les parents lorsqu'ils s'en approchent). Les émotions permettent aussi de réguler des relations interpersonnelles et notamment pour le groupe en facilitant la création de liens (ex: l'émotion partagée par les joueurs - et les supporteurs - de football après une victoire renforce les liens à l'intérieur du groupe).
Les psychologues sociaux sont particulièrement intéressés par l’effet des affects sur les attitudes et les comportements. En ce qui concerne les effets directs, la valence de l’affect est le critère qui semble le plus déterminant pour distinguer les effets associés. Par exemple, l’induction d’un état affectif positif entraîne l’évaluation plus positive d’un stimulus par les sujets que l’induction d’un état affectif négatif. L'évaluation de la satisfaction dans la vie est influencée par l'état affectif dans lequel se trouve un individu au moment où on l'interroge. Plusieurs explications de ce lien entre état affectif et attitudes ont été proposées :
- Effet sur le niveau de traitement de l''information : l’humeur positive provoquerait un recours plus important à des processus heuristiques de traitement de l’information et à l’inverse, l’humeur négative provoquerait un recours plus important à des processus systématiques. Par exemple, les sujets tiennent plus compte d’une information stéréotypée (la marque d’un produit) quand on a introduit chez eux des affects positifs et en tiennent moins compte en situation d’affects négatifs[95].
- Réparation de l'état affectif : des recherches en marketing ont montré que des sujets d’humeur triste sont plus attirés par les « produits hédoniques » que les sujets d’humeur joyeuse[96]. Il semble que les sujets tristes soient motivés à « réparer » leur état affectif alors que les sujets joyeux seraient motivés à maintenir cet état[97],[98].
- L'affect comme information : Schwarz et Clore[94] ont développé la théorie de « l’affect comme information », selon laquelle les individus interprètent leur état affectif actuel comme une information sur l’objet qu’ils sont en train de juger.

Cependant, l'opposition systématique entre affects négatifs et affects positifs présente dans les nombreux travaux sur la valence des affects est parfois remise en cause. Les catégories ne sont pas homogènes et deux affects négatifs distincts (par exemple, la colère et la tristesse) peuvent avoir des effets très différents. L’intensité de l’affect semble être un critère plus déterminant que la valence et l'effet sur la profondeur de traitement de l’information est contesté. En effet, des recherches ont montré que « l’affect positif améliore la performance de résolution de problèmes et la qualité de la prise de décision, conduisant à un traitement cognitif qui est non seulement souple, innovant et créatif, mais aussi approfondi et efficace ». L’affect positif entraîne aussi une meilleure mémorisation et une tendance accrue à l’altruisme ou encore une motivation plus forte. L’état affectif peut aussi influencer l’attitude de manière indirecte.

### Personnalité
En 1937, Gordon Allport recensait déjà 49 définitions différentes de la personnalité. Une des définitions couramment admise depuis le début du XXIe siècle est celle proposée par Funder en 2001 : « la personnalité correspond aux structures récurrentes de pensées, d’émotions et de comportements d’un individu, ainsi qu’aux mécanismes psychologiques — cachés ou non — qui sous-tendent ces structures ». L'étude de la personnalité en psychologie est souvent associée à la recherche en psychologie sociale comme en témoignent notamment les noms de certaines grandes revues américaines (Journal of Personality and Social Psychology ou encore Personality and Social Psychology Bulletin). Toutefois, cette spécialité constitue une discipline à part entière, la psychologie de la personnalité, parfois placée sous le chapeau plus large de la psychologie différentielle. En effet, l'étude de la personnalité est orientée vers la découverte des différences entre les individus par opposition à la psychologie sociale davantage focalisée sur la recherche de leurs points communs. Si l'étude de la personnalité comprend plusieurs approches, la plus influente d'entre elles est sans aucun doute l'approche par les traits, plus précisément avec le modèle des Big Five. La mesure des traits de personnalité nécessite le développement d'outils psychométriques précis, valides, fiables, fidèles et étalonnés prenant généralement la forme de tests ou de questionnaires.

### Représentations sociales

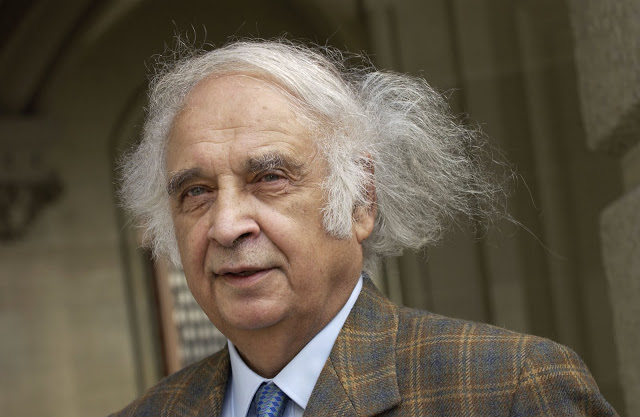
Serge Moscovici

Si l'idée de représentation collective était déjà présente dans les travaux de Durkheim, le père fondateur de la théorie des représentations sociales est Serge Moscovici,. Il s'agit pour lui d'étudier la « connaissance de sens commun ». Il définit la représentation sociale comme « l'élaboration d'un objet social par une communauté avec l'objectif d'agir et de communiquer ». Par exemple, la représentation sociale du pompier contient des éléments tels que « incendie », « intervention », « échelle », « rouge » ou « fumée ». Pour déterminer le contenu d'une représentation les chercheurs commencent le plus souvent par utiliser des méthodes qualitatives telles que l'entretien semi-directif. Ils interrogent plusieurs personnes sur un sujet donné (exemple : « qu'est-ce qu'une pomme ? ») puis ils analysent les réponses, en appliquant des méthodes d'analyse de données textuelles (éventuellement avec l'aide d'un logiciel tel que ALCESTE), afin de déterminer, entre autres, les éléments communs aux réponses obtenues. Par exemple, la représentation sociale d'une pomme inclut les éléments suivants : « fruit », « rond », « pousse sur un arbre » ou encore « pépin ».

Les représentations sociales sont formées à partir de deux processus distincts : l'objectivation et l'ancrage.
« L’objectivation est le processus par lequel le groupe rend concret un concept abstrait en lui faisant subir plusieurs transformations. Ce processus permet de réduire la complexité de l’environnement social. Par la suite, le processus d’ancrage permet de rendre familier et intelligible ce qui est méconnu et étranger. Ce processus permet l’intégration de la représentation et de son objet dans le système préexistant de pensée ».
Par la suite Jean-Claude Abric s'intéressera à la structure des représentations sociales et proposera une organisation composée d'un noyau central et d'un système périphérique. Le noyau central est composé d'éléments stables, organisateurs, et non négociables qui peuvent éventuellement être des stéréotypes. Par exemple, le noyau central de la représentation sociale des « études » est composé d'éléments tels que « acquisition de connaissances », le système périphérique, lui, comprend des éléments tels que « bibliothèque ». Ainsi, à partir d'une tâche d'association verbale (« quels mots vous viennent directement à l'esprit lorsqu'on vous présente le mot artisan ? »), Abric détermine cinq éléments du noyau central de la représentation sociale des artisans qui sont : « travailleur manuel », « amour du métier », « travail personnalisé », « travail de qualité » et « apprenti ».
Moliner identifie trois fonctions des représentations sociales :
- l'interprétation et la compréhension de l'environnement social, associées à des processus de catégorisation, d'attribution causale et de recours à des schémas cognitifs.
- la régulation des relations intergroupes et de l'identité (voir aussi soi), associées au processus de catégorisation sociale.
- l'évaluation et la justification, associées respectivement à la formation des attitudes et à la rationalisation dans les situations de dissonance cognitive.

### Jugement et prise de décision
La prise de décision correspond à un choix effectué par un individu entre plusieurs options qui s'appuie sur une évaluation des conséquences possibles. C'est ce processus d'évaluation qui est nommé « jugement ». Le jugement est nécessaire à la prise de décision mais pas l'inverse, c'est-à-dire qu'un individu peut produire un jugement même dans les situations où il n'a pas de décision à prendre. La prise de décision, particulièrement dans les situations d'incertitude, est un objet d'étude transdisciplinaire par essence qui a suscité de nombreux travaux de recherche dans plusieurs domaines académiques dont l'économie, le marketing, la statistique, la logique, la psychologie cognitive ou encore la psychologie sociale. Les recherches sur la prise de décision ont pris un véritable essor à partir des années 1950, avec le développement de modèles mathématiques permettant dans certaines situations de calculer la décision optimale (voir théorie des jeux). C'est dans ce cadre qu'ont été développés notamment la théorie du choix rationnel et la théorie de l'utilité espérée (voir théorie de la décision et théorie de la décision dans l'incertain) dans le domaine de l'économie. Ces théories postulent que les agents économiques cherchent à maximiser les utilités positives et à minimiser les utilités négatives. Pourtant, les décisions prises par les individus dans la réalité ne correspondent que rarement au choix optimal préconisé par le modèle mathématique. De plus, dans certaines situations le calcul devient tellement complexe que même les ordinateurs les plus puissants de l'époque auraient été incapables de le réaliser. Herbert Simon a alors proposé le concept de rationalité limitée qui postule que les agents économiques vont simplifier les processus de décision trop complexes et se contenter de rechercher une solution satisfaisante plutôt que la solution optimale. En 1954, Ward Edwards introduit la notion d'utilité espérée subjective. Dans cette perspective, les individus ne s'appuient plus sur une évaluation objective des utilités et de leur probabilité réelle d'occurrence mais sur une évaluation subjective et sur une probabilité perçue.

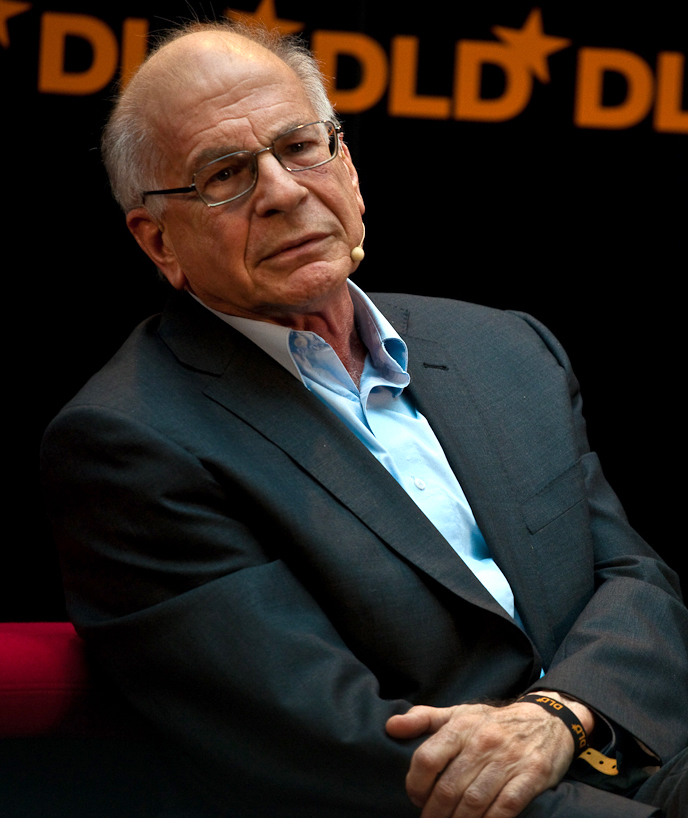
Daniel Kahneman en 2009

Ainsi, les travaux de Simon puis ceux d'Herbert ont contribué à introduire le facteur humain dans les modèles de la prise de décision, mais l'évènement majeur qui sera le point de départ d'une quantité considérable de travaux sur la prise de décision en psychologie fut la publication en 1974 dans la revue Science d'un article de Tversky et Kahneman intitulé Judgment under Uncertainty: Heuristics and Biases. Ce document constitue la pierre angulaire et fondatrice de l'édifice théorique bâti par ces auteurs, qu'ils nommeront Prospect Theory quelques années plus tard (traduit en français par Théorie des perspectives), et pour lequel Daniel Kahneman recevra en 2002 le prix Nobel d'économie. Les auteurs identifient des biais cognitifs dans la prise de décision tels que l'aversion au risque ou l'aversion à la perte, mais aussi découvrent le principe des heuristiques de décision, à l'origine de ces biais. Les heuristiques sont des règles de décision simples, les auteurs les qualifient de rule of thumb, permettant de prendre des décisions rapides et peu coûteuses du point de vue des ressources cognitives. Si ces heuristiques sont souvent efficaces pour économiser les ressources cognitives, elles sont en revanche peu fiables, peu précises et occasionnent souvent des erreurs de jugement. Dans leur article de 1974, les auteurs identifient trois premières heuristiques de décision : l'heuristique de disponibilité, l'heuristique de représentativité et l'heuristique d'ancrage. Chacune d'elles est susceptible de provoquer des biais de jugement spécifiques.
L'heuristique de disponibilité fait référence à la facilité d'accès à l'information en mémoire, autrement dit : plus il est facile de se souvenir d'un évènement plus cet évènement sera jugé comme fréquent. Par exemple, si on demande à un individu d'estimer selon lui la proportion de politiciens corrompus dans son pays et que l'individu arrive très facilement à se souvenir de cas de corruption avérés, alors il va en déduire que cette situation est fréquente, au risque éventuellement de surestimer cette proportion. Dans cet exemple, l'heuristique de disponibilité risque de provoquer un biais de familiarité (en association avec un autre facteur : la saillance de l'information). D'autres biais provoqués par l'heuristique de disponibilité ont été identifiés par Tversky et Kahneman. Ils ont par exemple posé à des participants la question suivante : dans la langue anglaise, en considérant uniquement les mots de 3 lettres ou plus, existe-t-il davantage de mots commençant par la lettre R ou bien de mots ayant la lettre R en troisième position ? La même question était posée pour les lettres K, L, N et V. 105 participants sur les 152 ont estimé la première position comme plus fréquente pour une majorité des lettres proposées. Pourtant, en réalité ces cinq lettres sont toutes nettement plus fréquentes en troisième position des mots anglais qu'en première position (par exemple, il y a 3 fois plus de mots anglais avec un R en troisième position que de mots commençant par R). L'explication proposée par les auteurs est qu'il est beaucoup plus facile de retrouver en mémoire des mots commençant par une certaine lettre que des mots possédant cette lettre en troisième position, ce biais provoqué par l'heuristique de disponibilité explique l'erreur d'estimation des participants. D'autres biais liés à cette heuristique ont été découverts tels que le biais d'imagination ou l'illusion de corrélation.
L'heuristique de représentativité est une règle qui consiste à estimer la probabilité d’appartenance d’un objet à une classe d’objets à partir de sa ressemblance avec un cas prototypique de cette classe (voir aussi stéréotypes). Cette heuristique provoque plusieurs biais observés par Tversky et Kahneman : l'ignorance du taux de base, l'insensibilité à la taille de l'échantillon, la conception erronée du hasard, l'insensibilité à la prévisibilité, l'illusion de validité ou encore la méconnaissance de la régression vers la moyenne. Par exemple, si on demande à des individus quelle séquence de pile (P) ou face (F) a le plus de chances de se produire lors de 6 lancers de pièce consécutifs entre « F-P-F-P-P-F », « F-F-F-P-P-P » et « F-F-F-F-P-F », ils vont généralement estimer que la première séquence est plus probable que les deux autres, alors qu'en réalité ces trois séquences ont exactement la même probabilité d'apparition (1 chance sur 64). Cette expérimentation constitue un exemple du biais de conception erronée du hasard (voir aussi le paradoxe des anniversaires).
L'heuristique d'ancrage (ou d'ajustement) est une tendance des individus à s'appuyer, pour estimer une valeur chiffrée inconnue, sur d'autres chiffres qui leur sont connus ou qui leur ont été présentés précédemment (même s'ils n'ont aucun lien avec la donnée à estimer), puis d'ajuster leur estimation à partir de ces chiffres. Les biais liés à cette heuristique sont : un ajustement insuffisant, le biais d'évaluation des évènements conjonctifs/disjonctifs et le biais d'évaluation de la distribution des probabilités. Par exemple, Tversky et Kahneman ont demandé à des participants d'évaluer des pourcentages concernant des données a priori peu connues (ce qui était vérifié dans l'expérience) par la plupart des participants (ex : proportion de pays africains représentés à l'ONU). Ils présentaient la tâche sous forme de jeu : ils faisaient tourner une « roue de la fortune » en présence de participants et leur demandaient d'abord si la valeur recherchée était, d'après eux, supérieure ou inférieure au chiffre obtenu par la roue (la roue truquée tombait toujours soit sur 10 soit sur 65), enfin on leur demandait d'estimer plus précisément cette probabilité. À la question sur la proportion de pays africains représentés à l'ONU (la valeur réelle étant de 27%), la valeur moyenne estimée par les participants était de 25 % dans le groupe « roue = 10 » et de 45 % dans le groupe « roue = 65 » . Les estimations fournies par les participants ont donc été influencées par la valeur obtenue par la roue, les participants ont ajusté leur estimation à partir de cette valeur pourtant sans aucun lien avec la question posée.

## Phénomènes interpersonnels

### Influence sociale
L'influence sociale est un des objets d'étude majeurs de la psychologie sociale. Il s'agit du processus, conscient ou non, par lequel un individu ou un groupe d'individus obtient un changement de croyances, d'attitude ou de comportement chez un autre individu ou groupe d'individus. Willem Doise définit l'influence sociale comme « régissant les modifications de perceptions, jugements, opinions, attitudes ou comportements d’un individu provoquées par sa connaissance de perceptions, jugements, opinons, etc., d’autres individus ». Quelques années plus tard Gabriel Mugny propose la définition suivante : « processus par lesquels les individus et les groupes façonnent, maintiennent, diffusent et modifient leurs modes de pensée et d'action, lors d'interactions sociales directes ou symboliques ».
Une des premières expérimentations à s'être penché sur ce sujet a été celle de Norman Triplett en 1897 qui a découvert le phénomène de facilitation sociale. Il a demandé à des enfants d'enrouler un fil de pêche autour d'un moulinet le plus rapidement possible. Les enfants étaient soit seuls soit confrontés à un autre enfant effectuant la même tâche. Les enfants en situation de compétition étaient plus performants. Quelques années plus tard, Ringelmann découvrit un effet a priori inverse : la paresse sociale (parfois nommé « flânerie »). Lors d'une tâche de tir à la corde effectuée en groupe la performance des membres du groupe est inférieure à la somme de leurs performances individuelles. L'intensité de la traction réalisée par un groupe de sept personnes n'atteint que 76% de la somme des résultats obtenus par les sept individus testés seuls. Cet effet a été reproduit de nombreuses fois — pour différentes tâches — et aboutira, huit décennies plus tard, au développement d'un « modèle de l'effort collectif ».
Les travaux sur l'influence sociale ont pris leur véritable essor à partir des années 1930 avec « l'irruption du courant des Relations Humaines ». À cette époque, un groupe de chercheurs s'intéresse, dans la lignée du taylorisme, à la productivité des ouvrières dans l'usine de la Western Electric Company à Cicero (surnommée Hawthorne Works) près de Chicago. En cherchant à étudier l'effet des variations de l'éclairage sur la production d'un groupe d'ouvrières, ils découvrent que, contrairement à leur hypothèse, les ouvrières ont augmenté leur production. C'est le sociologue australien Elton Mayo qui fournit l'explication de ce résultat : les ouvrières ont amélioré leur production simplement parce qu'elles étaient observées et que des chercheurs s'intéressaient à leur travail. En hommage à l'usine dans laquelle s'est déroulée cette expérience, le phénomène fut nommé effet Hawthorne. Il s'agit d'une découverte faite par sérendipité. La réalité de l'effet Hawthorne a été remise en cause après une nouvelle analyse des données recueillies à l'époque. Néanmoins cette recherche a constitué le point de départ d'un développement considérable des travaux sur l'influence sociale.
En 1935, Muzafer Sherif s'intéresse à la formation des normes sociales et mène sa célèbre étude qui conduira à la découverte du phénomène de normalisation. Il utilise pour cela une astuce qui consiste à exploiter une illusion d'optique appelée « effet autocinétique » : lorsqu'un individu placé dans le noir fixe un point lumineux immobile il a l'impression - erronée - que le point bouge. Sherif demande aux participants de son expérience d'estimer la distance parcourue par le point lumineux. Les participants sont d'abord seuls dans la pièce. Ils renouvellent plusieurs fois leur estimation du mouvement du point lumineux. Après quelques réponses relativement différentes leurs estimations se stabilisent autour d'une valeur centrale qui devient une norme personnelle. Sherif demande ensuite aux participants de poursuivre leurs estimations mais cette fois-ci en présence d'un ou deux autres participants ayant chacun établi au préalable séparément leur norme personnelle. Un nouveau processus de normalisation de groupe se met en place et les individus modifient leurs normes personnelles pour converger vers une valeur centrale du groupe : une norme sociale. Si on sépare à nouveau les participants, ils conservent la norme acquise en groupe.
Une vingtaine d'années de recherches sur l'influence sociale ont contribué à une meilleure connaissance des normes subjectives (c'est-à-dire perçues comme telles par les individus), leur formation, structure et fonctions. En 1955, Deutsch et Gerard proposent de distinguer les normes subjectives injonctives (ce que je crois que les autres attendent de moi) des normes subjectives descriptives (ce que je crois que les autres font). Ces normes sont dites subjectives car elles dépendent de la perception de chaque individu, qui peut être biaisée voire erronée et ne pas forcément correspondre aux normes sociales réelles.

Matériel utilisé par Asch pour son expérimentation

Les recherches sur l'influence sociale progressent à nouveau avec les travaux de Solomon Asch publiés en 1956 qui révèlent les mécanismes impliqués dans le phénomène du conformisme. Si d'autres travaux sur le sujet ont précédé les expériences de Asch, elles sont néanmoins paradigmatiques des travaux sur le conformisme. Dans son expérience, Asch confronte des participants naïfs à une affirmation manifestement fausse mais défendue par un nombre plus ou moins important de participants complices. La tâche consiste à indiquer la correspondance de longueur entre une ligne affichée et une des trois lignes de référence (voir l'image ci-contre). Il n'y a pas d'ambiguïté sur la bonne réponse pourtant, dans la première version de l'expérience, tous les participants complices fournissent oralement la même mauvaise réponse avant que ne vienne le tour du participant naïf. 30% des participants naïfs se rangent à l'avis unanime du groupe qui les a précédé. Les participants naïfs sont placés dans une situation de déviance par rapport à la norme du groupe et ressentent une pression à réduire cette déviance. Interrogés a posteriori, la plupart de ces participants savent que la réponse est mauvaise mais ne veulent pas « faire de vagues ».

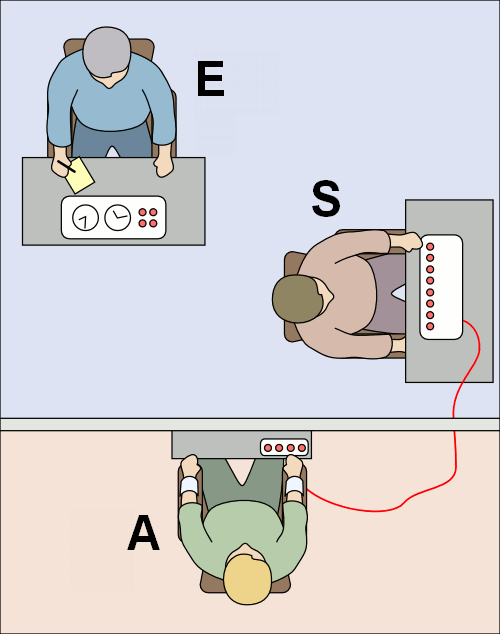
L’expérimentateur (E) ordonne au sujet (S) d'infliger des chocs électriques à l’apprenant (A).

C'est en 1963 que Stanley Milgram publie les résultats de sa célèbre expérience sur la soumission à l'autorité. Milgram s'intéresse à la question de l'obéissance et met en place un protocole expérimental dont l'objectif est de mesurer jusqu'à quel point des individus ordinaires vont accepter de se soumettre à des ordres émanant d'une autorité, incarnée par le chercheur. Il recrute des participants par petites annonces en échange d'une rétribution pour une étude qu'il présente comme celle de l'effet des punitions sur la mémorisation. Lorsque les participants arrivent dans le laboratoire de Yale un autre participant (en réalité un compère de Milgram) est déjà arrivé. Un tirage au sort truqué désigne le compère comme « élève » et le participant naïf comme « instructeur ». Le compère est attaché sur une chaise et des électrodes sont connectées à son bras. Le participant naïf est emmené dans la pièce contigüe depuis laquelle il pourra communiquer avec le compère par un système d'interphone. Devant lui se trouve un tableau de commandes constitué de 30 interrupteurs gradués de 15 V à 450 V. L'expérimentateur demande au participant de lire des paires de mots au compère qui doit les mémoriser puis les reconstituer à partir d'un des deux mots fourni par le participant. Quand le compère se trompe, le participant doit presser un interrupteur qui envoie, croit-il, une décharge électrique. À chaque erreur, la tension de la décharge augmente de 15 V (en réalité le compère ne reçoit aucune décharge et ses réponses et réactions simulées aux chocs électriques sont préenregistrées). Au-dessus des interrupteurs, la tension électrique correspondante est indiquée ainsi que des catégories (chocs légers, forts, très forts, intenses et attention chocs dangereux). Les réactions simulées préenregistrées du compère étaient des gémissements puis des plaintes de 75 V à 120 V, des hurlements à partir de 130 V, accompagnés de 150 V à 180 V de supplications pour arrêter l'expérience, puis à partir de 330 V, plus aucune réaction. Quand le participant hésitait ou demandait à arrêter l'expérience, le chercheur insistait pour qu'il continue par des injonctions de fermeté croissante. Sur les 40 participants testés, 26 ont obéi jusqu'au bout et ont pressé l'interrupteur de 450 V. En moyenne, les 40 participants ont arrêté l'expérience à 405 V. Avant de partir les participants étaient rassurés lors d'une séance de débriefing, on leur expliquait les véritables objectifs et l'absence de choc électrique reçu par le compère. Pour expliquer ces résultats, Milgram invoque deux causes potentielles : l'effet de la socialisation (qui encourage et récompense l'obéissance) et « l'état agentique » (la responsabilité est portée par le supérieur hiérarchique, le participant n'étant qu'un agent exécutif d'une autorité qui le dépasse).
À la fin des années 1960, Serge Moscovici mène une série d'expérimentations dans laquelle les participants complices sont minoritaires (deux complices pour quatre participants naïfs). Prenant le contre-pied de Solomon Asch et de ses travaux sur le conformisme, ces expérimentations seront emblématiques du paradigme de l'innovation. Moscovici présente aux participants des diapositives de couleur bleue ou verte (dans différentes tonalités mélangeant les deux couleurs de référence) et leur demande de nommer oralement la couleur présentée. Cette situation expérimentale sera par la suite nommée « paradigme bleu-vert ». Les complices interviennent soit en position 1 et 2 soit en position 1 et 4 et ils répondent toujours « vert », quelle que soit la diapositive affichée. L'influence minoritaire mesurée par Moscovici est faible, puisque seulement 8,42% des réponses des participants naïfs sont modifiées par rapport au groupe de contrôle. Néanmoins lors d'un post-test on présente aux participants naïfs isolés des séries de diapositives évoluant lentement du bleu vers le vert et on enregistre à quel moment ils « basculent » vers le vert. Les participants du groupe expérimental basculent plus rapidement vers le vert que les participants du groupe de contrôle. Cet effet latent est d'une plus grande ampleur que l'effet manifeste. C'est ce que Moscovici nommera plus tard l'effet de conversion.
Dans les années 1970, la psychologue Elizabeth Loftus s'intéresse à l'effet de désinformation et à la fabrication de faux souvenirs. Ses études expérimentales remettent en cause la qualité que l'on peut attribuer aux témoignages dans le cadre d'affaires judiciaires, suscitant de nombreux débats et permettant de proposer des améliorations sur les techniques de recueil de témoignages, en particulier les témoignages d'enfants qui sont particulièrement influençables. Elle est considérée par certains comme l'une des psychologues les plus importants du XXe siècle.

### Morale
Les racines de la psychologie morale puisent à la source de la philosophie des lumières et de la philosophie morale qui opposent deux approches principales de la morale : la déontologie et le conséquentialisme. L'approche déontologiste s'appuie notamment sur l'impératif catégorique proposé par Emmanuel Kant : « Agis uniquement d'après la maxime qui fait que tu puisses vouloir en même temps qu'elle devienne une loi universelle ». L'approche conséquentialiste proposée par Bentham et Mill, considère que la moralité d'une action doit être jugée à la lumière de ses conséquences. Dans cette perspective une action morale est celle qui aura comme conséquence le plus grand bien pour le plus grand nombre d'individus. L'opposition entre ces deux approches s'est par la suite cristallisée autour de l'étude de la résolution de dilemmes, notamment en psychologie du développement avec les travaux de Kohlberg et son fameux dilemme de Heinz (un homme doit choisir entre laisser sa femme mourir ou voler le médicament qui pourrait la sauver, que doit-il faire ?). Par la suite, d'autres dilemmes célèbres du même type alimenteront la littérature sur le sujet (voir par exemple le dilemme du tramway). Dans leur chapitre publié en 2010, Haidt et Kesebir considèrent que la définition la plus couramment acceptée de la morale est celle proposée par Turiel : le domaine de la moralité est « basé sur des jugements prescriptifs de justice, de droits et de bien-être concernant la façon dont les gens devraient se comporter les uns avec les autres ».

### Justice sociale
Tout comme pour la psychologie morale, l'étude des processus de justice sociale en psychologie sociale trouve son origine dans la philosophie antique et notamment la philosophie politique et la philosophie morale. Plus récemment on peut citer les travaux de John Rawls notamment dans son ouvrage A theory of justice dont la première édition date de 1971. Néanmoins les thématiques qui constituent aujourd'hui le champ de la justice sociale étaient déjà présentes dans l’œuvre de Kurt Lewin dans les années 1930, par exemple avec ses travaux sur la notion de préjugé.
La justice sociale peut être définie comme : « Une situation (réelle ou idéale) dans laquelle (a) les avantages et les charges de la société sont répartis conformément à un principe de répartition (ou à un ensemble de principes) ; (b) les procédures, normes et règles qui régissent les formes, politiques ou non, de prise de décision préservent les libertés et droits fondamentaux des individus et des groupes ; et (c) les êtres humains (et éventuellement d'autres espèces) sont traités avec dignité et respect non seulement par les autorités mais aussi par les autres acteurs sociaux concernés, notamment leurs concitoyens. » Jost et Kay ajoutent que les trois aspects soulignés de leur définition correspondent plus ou moins aux trois grands domaines d'étude de la justice sociale en psychologie : la justice distributive, la justice procédurale et la justice interactionnelle.

## Thèmes étudiés
- Affect
- Agression
- Aide
- Appartenance
- Apprentissage
- Autorité
- Attitude
- Attribution causale
- Catégorisation sociale
- Cognition sociale
- Communication non verbale
- Comportement organisationnel
- Comportement prosocial
- Conflit
- Conformisme
- Consensus
- Culture
- Convention sociale
- Cyberpsychologie
- Désirabilité sociale
- Dissonance cognitive
- Économie comportementale
- Effet/Processus de groupe
- Effet du témoin
- Effet non commun
- Émotion
- Engagement
- Éthique
- Ethnicité
- Évaluation
- Évolution
- Finance comportementale
- Foule
- Génétique
- Identité
- Internet
- Image
- Influence sociale
- Jugement
- Langage
- Leadership
- Manipulation mentale
- Méthode de recherche
- Mediation
- Médiation familiale
- Mème
- Mimétisme
- Moi
- Morale
- Motivation
- Norme d'internalité
- Organisation des buts
- Orientation sexuelle
- Participation
- Partitions sociales
- Perception
- Perception de la personne
- Personnalité
- Persuasion
- Pvaf, Plus Value Affective Fictive
- Pouvoir
- Préjugés
- Prise de décision
- Processus sociaux
- Propagande
- Psychologie politique
- Psychologie sociale appliquée
- Psychologie et loi
- Psychophysiologie
- Psychosociologie
- Risques psychosociaux
- Relations intergroupes
- Relations proches
- Représentations sociales
- Résolution de conflit
- Sexualité
- Sociologie
- Stéréotype
- Théorie de la dominance sociale

## Critiques et controverses
La psychologie sociale fait l'objet de plusieurs critiques. L'une d'entre elles concerne le fait que la plupart des études réalisées en psychologie sociale sont américaines ce qui peut créer un biais d'ethnocentrisme. Ce point soulève la nécessité de faire ou refaire des études dans d'autres pays et contextes culturels. Une autre critique souligne l'instabilité culturelle et temporelle des résultats obtenus lors de recherches en psychologie sociale étant donné que la corrélation ou la causalité entre variables étudiées lors d'une recherche peuvent grandement changer avec le temps ou le lieu, d'où la nécessité d'étudier en profondeur les processus qui relient les variables. On peut aussi mentionner le niveau d'exigence méthodologique et le niveau de preuve acceptable qui étaient nettement plus faibles lors des premières recherches, les travaux les plus anciens ayant souvent échoué à l'épreuve de la réplication. Une autre critique récurrente porte sur les participants aux études qui sont très souvent des étudiants de psychologie, ce qui peut poser des problèmes concernant la généralisation des résultats à d'autres populations. Enfin, certaines recherches telles que l'expérience de Milgram ont soulevé, a posteriori, des questions éthiques et déontologiques.
En 2011, un scandale a été révélé concernant les fraudes du chercheur néerlandais Diederik Stapel. Il a reconnu avoir fourni à certains de ses doctorants des données qu'il avait lui-même inventées ou falsifiées. Cette fraude, semble avoir duré depuis 1997, date de l'obtention par Stapel de son propre doctorat. Un certain nombre de journaux scientifiques ont procédé à la rétractation d'articles de Stapel, dont Science et Nature.
La même année, Daryl Bem publie un article particulièrement controversé dans une des revues de référence en psychologie sociale (Journal of Personality and Social Psychology). Il fournit des « preuves » statistiques du phénomène psi et affirme que certaines personnes ont la capacité de pressentir les évènements futurs (précognition). S'agissant d'un chercheur respecté et d'une revue reconnue, les réactions de la communauté des psychologues sociaux ne se font pas attendre. Les faiblesses des analyses statistiques menées par Bem sont démontrées et la question de l'efficacité de la relecture par les pairs est soulevée. De nombreuses tentatives de réplication se révèlent infructueuses. Certaines de ces études sont confrontées à l'obstruction des revues classiques qui ne veulent pas les publier, ajoutant encore à la polémique.
Les deux affaires de 2011 auront pour conséquence une crise de la discipline, déjà touchée par la crise de la reproductibilité, et déboucheront sur un renforcement des exigences méthodologiques,, avec notamment le développement de la méthode du pré-enregistrement, et un recours accru à la science ouverte.
En 2018, la célèbre expérience de Stanford de Philip Zimbardo, qui avait déjà fait l'objet de critiques antérieures, est sérieusement remise en cause, le chercheur étant accusé d'avoir menti sur plusieurs points. Les révélations de Thibault le Texier, l'auteur de l'enquête sur l'expérience de Zimbardo, sont accablantes : « ses conclusions ont été écrites à l’avance, son protocole n’avait rien de scientifique, son déroulement a été constamment manipulé et ses résultats ont été interprétés de manière biaisée ».

## Expériences majeures notables
- Expériences de Hawthorne sur l'environnement des travailleurs (1927-30)
- Mass-Observation, bureau d'étude comportementale britannique lancé en 1937 avec l'appui du gouvernement
- Expérience de Asch sur le conformisme au sein des groupes (années 1950)
- Expérience de Milgram sur la soumission à l'autorité (1960-63)
- Expérience de Stanford sur l'environnement carcéral (1971)
- Expérience de la porte-au-nez de Robert Cialdini sur la manipulation (1975)

## Apport en matière de développement durable
Face aux enjeux de la crise écologique et sociale, une équipe d'universitaires en psychologie sociale, cognitive et des organisations, issus de différents pays européens, ont engagé une réflexion sur la manière dont la psychologie sociale et la psychologie des organisations peuvent aider à modifier les comportements individuels et collectifs. En effet, les différents aspects de la crise écologique et sociale (réchauffement climatique, perte de biodiversité, etc.) ne dépendent pas seulement de décisions institutionnelles, mais aussi de comportements individuels.

## Quelques questions de base
- Par quels procédés et biais les individus jugent et évaluent ?
- Quels sont les attributions qu'une personne fait spontanément d'un événement ?
- Comment l'individu réagit-il à la réalisation d'un acte problématique ?
- Quel est l'impact de la dynamique d'un groupe sur la cognition et les états émotionnels ?
- Comment les groupes sociaux contrôlent-ils ou contribuent-ils au comportement, à l'émotion, ou aux attitudes des différents membres ?
- Quel est l'impact du groupe sur l'individu ?
- Comment l'individu agit-il dans un groupe social ?
- Peut-on distinguer groupe et catégorie sociale ?